# Tranosemella completa
Tranosemella completa är en stekelart som först beskrevs av Horstmann 1973.  Tranosemella completa ingår i släktet Tranosemella och familjen brokparasitsteklar. Inga underarter finns listade i Catalogue of Life.